# Domus Cilonis
La Domus Cilonis era l'abitazione di Lucio Fabio Cilone, praefectus urbi nel 203 d.C. e console nel 204, che gli fu donata dall'imperatore Settimio Severo, suo intimo amico.

## Descrizione
La domus che si trovava sul Piccolo Aventino, nella XII regione augustea, fu scoperta nel XIX secolo dall'archeologo Carlo Ludovico Visconti, o dal suo più noto allievo Rodolfo Lanciani.
Parte della dimora fu inglobata nella basilica di Santa Balbina all'Aventino. L'edificio, menzionato nei Cataloghi regionari, è stato identificato sulla base di un frammento, perduto, della pianta marmorea di Roma severiana e di un'iscrizione su un tubo di piombo, rinvenuta presso la basilica di Santa Balbina.
Si conservano resti notevoli delle sostruzioni, antecedenti alla proprietà di Cilone, lungo la via che sale al monastero e sotto di esso. La chiesa stessa fu ricavata da una grande sala rettangolare della dimora.